# Chiesa di Santa Maria Nascente (Paderno Dugnano)
La chiesa di Santa Maria Nascente è la parrocchiale di Paderno Milanese, frazione di Paderno Dugnano, in città metropolitana ed arcidiocesi di Milano; fa parte del decanato di Paderno Dugnano.

## Storia
La prima citazione di una chiesa a Paderno Milanese dedicata a Santa Maria risale alla fine del Duecento ed è da ricercarsi nel Liber Notitiae Sanctorum Mediolani, redatto da Goffredo da Bussero, in cui si legge che essa era filiale della pieve di Desio.
Nel 1450 il signorotto Francesco Omato donò un terreno affinché lì venisse edificata una nuova chiesa, con l'ingresso rivolto verso il fiume Seveso e l'abside vero la strada; da un atto notarile datato 1491 s'apprende che la parrocchia padernese aveva preso in affitto alcuni campi.
La chiesa si ritrova poi menzionata nell'elenco degli edifici di culto dell'arcidiocesi compilato da Gian Pietro Bescapè, nel quale è attestata come ecclesia parochialis. Nel 1567 Leonetto Clivone trovò che l'edificio era circondato dal camposanto, che era dotato del campanile, che era sprovvisto del fonte battesimale e che il presbiterio necessitava di un rifacimento, mentre grazie alla relazione della visita pastorale dell'arcivescovo Carlo Borromeo si conosce che questa chiesa era a due navate.
Nel 1596 il legato Baldassarre Cipolla annotò che l'edificio era di piccole dimensioni, che l'altare maggiore era protetto da una balaustra in legno che però lasciava molto a desiderare, tanto che fu definita indecente, e che pure il tabernacolo era fatto male; il visitatore allora esortò il parroco don Francesco Galbiato ad avviare dei lavori di risistemazione.

Tuttavia, solo nel 1612, con l'ingresso del nuovo curato don Giacomo Ratti, fu risvegliato l'interesse per l'opera e così venne presentata all'arcivescovo Federigo Borromeo la formale richiesta di avviare i lavori, i quali, condotti su disegno di Paolo de Porri e Antonio Tiello, poterono iniziare però solo alcuni anni dopo, nel 1617.
Nella Nota parrocchie Stato di Milano del 1781 si legge che i fedeli padernesi, censiti l'anno precedente, ammontavano a 693 e che il reddito era di circa 1060 lire.
Nel 1843, su iniziativa dell'allora parroco don Luigi Tosi, iniziò un nuovo intervento di ampliamento della chiesa, dovuto all'incremento della popolazione e progettato dall'architetto Rivolta; l'intervento venne portato a termine nel 1845.
Tuttavia, nel 1890 si ripresentò il medesimo problema, messo in evidenza anche dall'arcivescovo Andrea Carlo Ferrari durante la sua visita del 1900; vennero presentati diversi disegni per la riedificazione della struttura, ma poi la questione rimase in sospeso anche perché non c'era intorno alla chiesa lo spazio per ingrandirla.
Solo nel 1929 si diede inizio ai lavori di costruzione della nuova parrocchiale, progettata da Alfonso Orombelli; l'edificio fu poi consacrato nel 1934 dall'arcivescovo di Milano Ildefonso Schuster, mentre la torre campanaria venne eretta nel 1939.
Nel 1940 fu ultimata la facciata sotto la direzione di Ugo Zanchetta; nel 1972 la parrocchiale passò al decanato di Desio, per poi entrare a far parte nel 1974 del neo-costituito decanato di Paderno Dugnano.

## Descrizione

### Facciata
La facciata della chiesa è a salienti ed è suddivisa in due registri. L'ordine inferiore è scandito da lesene, presenta ai lati i due portali minori sormontati da altrettante finestre, mentre la parte centrale è anticipata da un pronao tetrastilo le cui colonne sorreggono la trabeazione su cui si legge l'iscrizione S. MARIAE NASCENTI DICATUM e caratterizzata dal portale maggiore e da un affresco raffigurante la Beata Vergine Immacolata tra i Santi Gerolamo e Bernardo, eseguito nel 1949 da Aldo Galli; l'ordine superiore, coronato dal timpano di forma triangolare, presenta un rosone.

### Interno
L'interno dell'edificio si compone di tre navate, suddivise in cinque campate e separate da pilastri in cemento armato; ai due estremi del transetto sono presenti le cappelle della Madonna e del Crocifisso.

Al termine dell'aula si sviluppa il presbiterio, introdotto dall'arco santo ed inframezzato tra la sagrestia, posta a sinistra, e un altro vano situato sul lato destro.